# Берендей (персонаж)

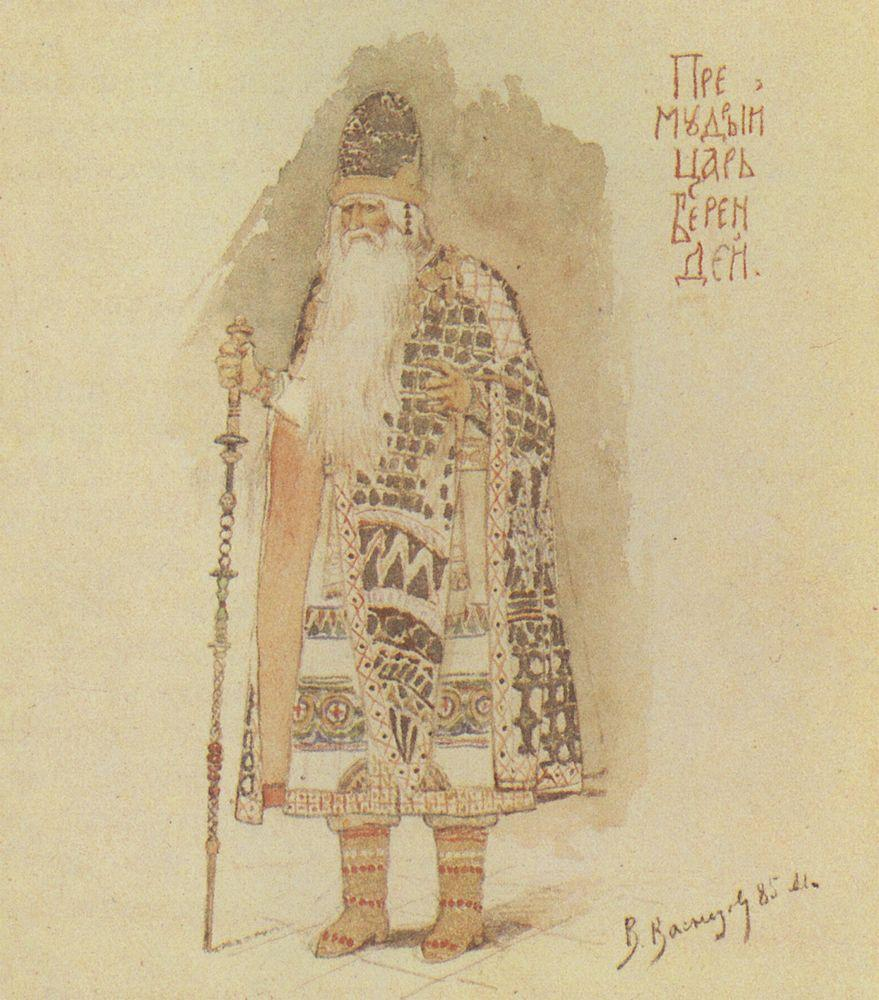
Премудрый царь Берендей. Эскиз Виктора Васнецова к опере «Снегурочка»

Беренде́й (Царь Берендей) — сказочный царь и персонаж в русской литературе.
В одном из сказочных сюжетов Царь Берендей встречает чёрта, гнома и колдуна (Морского царя), а тот хватает его за бороду и тащит в озеро или колодец (или другим способом), обещая отпустить старика лишь в том случае, если он отдаст ему то, что ждёт его дома, но о чём он ещё не знает. Царь (герой) соглашается и, только возвратившись домой, узнаёт, что у него родился сын, которого он и должен отдать. Мальчик вырастает, побеждает нечисть (злодея), становится героем, женится и возвращается домой. Сюжет использовался и для литературной обработки.
В «Сказке о царе Берендее» (1831) В. А. Жуковского Берендей — отец Ивана-царевича. В этой сказке находят отражение многие сказочные герои (Иван-царевич, Кощей, Марья-царевна и другие) и мотивы русских народных сказок. Данный сюжет был использован при создании фильма-сказки «Варвара-краса, длинная коса» А. Роу.
В пьесе-сказке А. Н. Островского «Снегурочка» (1873) царь Берендей мудро правит берендеями.